# Merry-Go-Round
Merry-Go-Round è un film del 1981 diretto da Jacques Rivette.